# Хун-Чи (Ак-Кудукский айылный аймак)
Хун-Чи (кирг. Хун Чи) — село в Ысык-Атинском районе Чуйской области Кыргызстана. Входит в состав Ак-Кудукского айылного аймака.

## География
Село расположено на севере центральной части области, на левом берегу реки Чу, вблизи государственной границы с Казахстаном, на расстоянии приблизительно 8 километров (по прямой) к северо-северо-востоку от города Кант, административного центра района. Абсолютная высота — 669 метров над уровнем моря.

## Население
Согласно оценочным данным Национального статистического комитета Кыргызской Республики, численность населения села на начало 2023 года составляла 566 человек.
| год     | 2009 | 2014 | 2015 | 2020 | 2021 | 2023 |
| ------- | ---- | ---- | ---- | ---- | ---- | ---- |
| человек | 429  | 469  | 512  | 504  | 505  | 566  |